# Quartieri di Bergamo

Le tre ex circoscrizioni di Bergamo

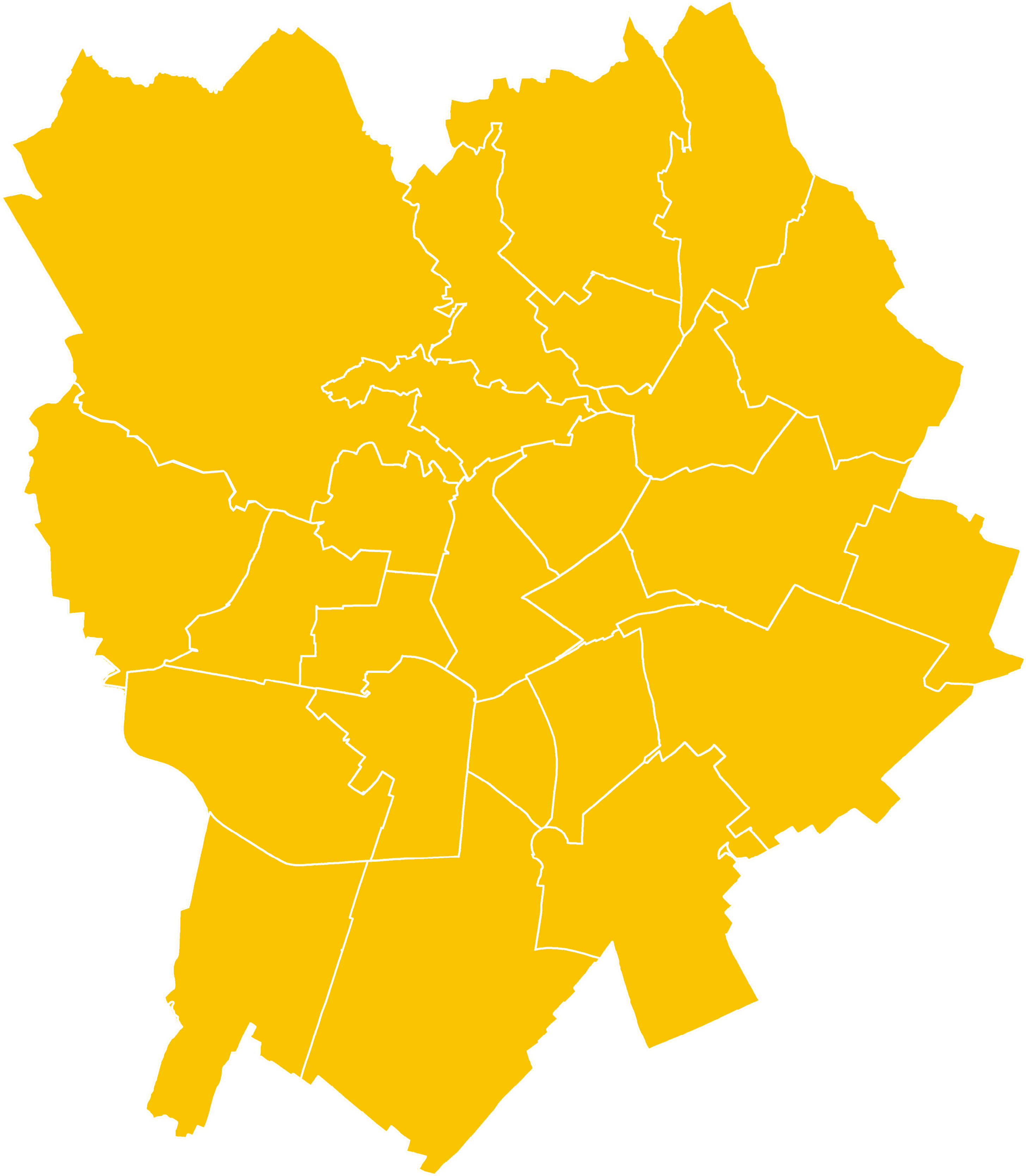
Mappa dei quartieri di Bergamo

La città di Bergamo è suddivisa in 23 quartieri, precedentemente raggruppati in tre circoscrizioni. Il quartiere del Centro è a sua volta suddiviso in tre rioni, denominati Papa Giovanni XXIII, Pignolo e Sant'Alessandro.
Al 1º gennaio 2020, la città contava 119 476 abitanti distribuiti su una superficie di 39,68 km².

## I quartieri
|  | Quartiere             | Abitanti (1.2.2018) | Superficie in km² | Densità (ab/km²) | Circoscrizione   | Data di aggregazione |
|  | --------------------- | ------------------- | ----------------- | ---------------- | ---------------- | -------------------- |
|  | Boccaleone            | 7 041               | 2,8               | 2 514            | Circoscrizione 1 | -                    |
|  | Borgo Palazzo         | 9 336               | 1,8               | 5 186            | Circoscrizione 1 | -                    |
|  | Borgo Santa Caterina  | 6 309               | 0,8               | 7 886            | Circoscrizione 3 | -                    |
|  | Campagnola            | 2 795               | 2,2               | 1 270            | Circoscrizione 1 | -                    |
|  | Carnovali             | 3 287               | 0,5               | 6 574            | Circoscrizione 2 | -                    |
|  | Celadina              | 4 860               | 1,1               | 4 418            | Circoscrizione 1 | -                    |
|  | Città Alta            | 2 704               | 0,7               | 3 862            | Circoscrizione 3 | -                    |
|  | Colli                 | 2 040               | 7,5               | 272              | Circoscrizione 3 | -                    |
|  | Colognola             | 5 583               | 3,2               | 1 744            | Circoscrizione 2 | 1927                 |
|  | Conca Fiorita         | 2 451               | 0,6               | 4 085            | -                | -                    |
|  | Grumello del Piano    | 1 729               | 1,9               | 910              | Circoscrizione 2 | 1927                 |
|  | Longuelo              | 4 480               | 2,1               | 2 133            | Circoscrizione 2 | -                    |
|  | Loreto                | 7 301               | 1,0               | 7 301            | Circoscrizione 2 | -                    |
|  | Malpensata            | 4 617               | 0,8               | 5 771            | Circoscrizione 1 | -                    |
|  | Monterosso            | 4 276               | 1,6               | 2 672            | Circoscrizione 3 | -                    |
|  | Papa Giovanni XXIII   | 2 498               | 0,4               | 6 245            | Circoscrizione 1 | -                    |
|  | Pignolo               | 4 692               | 0,8               | 5 865            | Circoscrizione 1 | -                    |
|  | Redona                | 6 758               | 2,0               | 3 379            | Circoscrizione 3 | 1927                 |
|  | San Paolo             | 4 784               | 0,6               | 7 973            | Circoscrizione 2 | -                    |
|  | San Tomaso de' Calvi  | 6 961               | 1,1               | 6 328            | Circoscrizione 2 | -                    |
|  | Sant'Alessandro       | 9 764               | 1,0               | 9 764            | Circoscrizione 1 | -                    |
|  | Santa Lucia           | 3 730               | 0,7               | 5 328            | Circoscrizione 2 | -                    |
|  | Valtesse              | 4 408               | 2,1               | 2 099            | Circoscrizione 3 | 1927                 |
|  | Valverde              | 3 775               | 1,2               | 3 145            | Circoscrizione 3 | -                    |
|  | Villaggio degli Sposi | 4 339               | 1,8               | 2 410            | Circoscrizione 2 | -                    |

## Variazioni amministrative
- 10 febbraio 1927: Aggregazione dei comuni di Colognola del Piano, Grumello del Piano, Redona e Valtesse.
- 24 agosto 1954: Rettifica dei confini col comune di Orio al Serio.
- 27 novembre 1969: Rettifica dei confini col comune di Ponteranica.
- 5 maggio 1983: Aggregazione della borgata «Nuova Curnasco» e di alcune aree limitrofe site in comune di Treviolo.
- 1 febbraio 2018: Istituzione del quartiere Conca Fiorita, nel quale è situato il Gewiss Stadium (fino al 2019 Stadio Atleti Azzurri d'Italia), sede delle partite casalinghe dell'Atalanta BC.